# Shōzō Yoshigami
Shōzō Yoshigami (jap. 吉上 昭三 Yoshigami Shōzō; ur. 1928, zm. 1996) – japoński tłumacz polskiej literatury, profesor Uniwersytetu Tokijskiego. Mąż Risako Uchidy-Yoshigami.
Jako tłumacz zajmował się głównie współczesną prozą polską, m.in. twórczością Jerzego Andrzejewskiego (Wielki tydzień), Stanisława Lema (Powrót z gwiazd), Jerzego Broszkiewicza (Opowieść o Chopinie).
Wraz z Kazuo Yonekawa był redaktorem antologii polskich opowiadań współczesnych (wyd. 1972). W 1970 otrzymał odznakę „Zasłużonego dla Kultury Polskiej”.